# توانغكو
توانكو (أو توانغكو) وتعرف أيضا ب(بانياك الكبرى) هي أكبر وأهم جزيرة في جزر بانياك في إندونيسيا. أكبر مدنها هي ألابان.
بعد زلزال سومطرة 2005، حدثت تغيرات في سواحل الجزيرة وأضرار هائلة في مينائها.

## وصلات خارجية
- التغيرات الساحلية إثر زلزال سومطرة 2005